# Михайливка (Одеска област)
Михайливка (на украински: Михайлівка) е село в Южна Украйна, Подилски район на Одеска област. Основано е през 1823 година. Населението му е около 366 души.